# Salmonella
Salmonella je rod Gram-negativnih bakterija, štapića.
Salmonele ne stvaraju spore, širine su od 0.7 do 1.5 µm, dužine od 2 do 5 µm, i većina je pokretna pomoću flagela (bič). 
Salmonele se fakultativni anaerobi, energiju dobivaju reakcijama oksidacije i redukcije organskih spojeva. Većina proizvodi sumporovodik, zbog čega se lako otkrivaju na podlogama koje sadrže željezo(II) sulfat. 
Salmonele se mogu pronaći u mnogim životinjma i ljudima. Pojedine salmonele uzrokuju kod ljudi bolesti koje se nazivaju salmoneloze. Salmonele uzrokuju bolesti kao što su trbušni tifus, paratifusni sindrom.
Rod bakterije je nazvan prema američkom veterinaru Daniel Elmer Salmonu, dok je bakterije otkrio Theobald Smith.

## Nomenklatura
Prvotna taksonomija ovog roda bakterija nije bazirana na DNK srodnosti, već su imena davana prema kliničkim značajkama bolesti i životinjama na kojima je pronađena (Salmonella typhi, Salmonella cholerae-suis, Salmonella abortus-ovis). Kada je uvedene serološka analiza u bakteriologiju, pojedini serovar (ukupno oko 2200 serovarova) Salmonele smatran je posebnom vrstom. 
Stari nazivi postali su netočni, te su novootkriveni serovarovi Salmonela dobivali imena prema mjestima gdje su prvotno izolirani (npr. Salmonella london, Salmonella panama, Salmonella stanleyville).
Naknadno je došlo do otkrića da svi serovarovi Salmonela čine jednu DNK hibridizirajuću skupinu, tj. da postoji jedna vrsta salmonela sa sedam podvrsta, te je nomenklatura ponovno mijenjana. Predloženo je ime Salmonella enterica i sedam podvrsta:
- enterica I
- salamae II
- arizonae IIIa
- diarizonae IIIb
- houtenae IV
- bongori V
- indica VI

Svaka od sedam podvrsta sadrži različite serovarove Salmonela. Najčešći serovarovi koji predstavljaju oko 99,5% salmonela izoliranih iz životinja i ljudi svrstani su u podvrstu I. Budući da ova nova nomenklatura nije usklađena s tradicionalnom, češće se kod stručnjaka nalazi stara tradicionalna nomenklatura. 